# Uzziás júdai király
Uzziás, más írásmóddal Uziás, Uzija, Oziás (héberül: עֻזִּיָּהוּ [erős az Úr], görögül: Οζίας, latinul: Ozias), más néven Azariás, Ázáriás, Azarja (héberül: עֲזַרְיָה, görögül: Αζαρις, latinul: Azarias), (Kr. e. 808 k. – Kr. e. 740) Júda társkirálya Kr. e. 791-től, királya Kr. e. 767-től, Kr. e. 751-től gyakorlatilag nem uralkodik.
Amásia fiaként született. Egyes feltételezések szerint tizenhat évesen lett uralkodó, és 52 esztendőt töltött a trónon; ezek szerint uralma első 22 évében voltaképp régens volt édesapja helyett, akit az Izraeli Királysággal kiprovokált háború és az elszenvedett vereség után a főemberek elmozdítottak tisztéből. Uzziás hadi sikereket ért el a filiszteusok és az ammoniták ellen, újjáépíttette és hadi gépezetekkel szerelte fel Jeruzsálem védőfalait, és sokat tett a mezőgazdaság fellendítésére. Sikerei annyira elvakították, hogy gőgjében maga akarta bemutatni az illatáldozatot a Templomban, mire Isten poklossággal sújtotta. Utolsó éveiben betegsége miatt ő is kénytelen volt visszavonulni az uralkodói teendőktől, s helyette fia, Jótám uralkodott.